# Курзенёв, Алексей Александрович
Алексе́й Алекса́ндрович Курзенёв (род. 9 января 1995, Зеленодольск, Татарстан) — российский футболист, нападающий.

## Карьера

### Клубная
Воспитанник татарстанских «Зеленодольска» и «Рубина» перебрался в 2012 году в «Локомотив», уже будучи игроком юношеской сборной до 17 лет. В составе московского клуба дебютировал в молодёжном первенстве, забив 1 гол в 18 матчах. 15 августа 2013 перешёл в состав московских армейцев (6 матчей, 0 голов в МП), сыграл в юношеской Лиге УЕФА (6 матчей, 0 голов).
21 февраля 2014 перешёл в «Амкар». Благодаря трём результативным ударам в шести матчах весенней части молодёжного первенства дебютировал под руководством Константина Парамонова в чемпионате России в матче против «Крыльев Советов», выйдя на замену на 75-й минуте. В следующем туре, в матче против ЦСКА, впервые вышел на поле в стартовом составе «Амкара».
В 2016 году перешёл в молдавскую команду «Академия УТМ», а затем — в российский «Зенит-Ижевск». В июне 2017 года подписал контракт с саратовским «Соколом». В марте 2018 года перешёл в московский «Арарат». Вторую часть 2018 года провёл в могилёвском «Днепре». В феврале 2019 года перешёл в ульяновскую «Волгу», подписав контракт до лета 2020 года.
В 2024 году присоединился к медиафутбольной команде 2DROTS. В 5 сезоне Медиалиги сыграл 11 матчей и забил 4 гола.

### В сборной
С 2010 по 2014 год выступал за юношескую сборную России 1995 г. р. За это время успел провести 29 матчей, в которых забил 11 голов. В 2015 году сыграл 6 матчей за молодёжную сборную России, в которых забил 2 гола.

## Статистика

### Клубная
По состоянию на 10 сентября 2018 года
| Сезон     | Клуб            | Лига (уровень)            | Чемпионат | Чемпионат | Кубок | Кубок | Еврокубки | Еврокубки |
| Сезон     | Клуб            | Лига (уровень)            | Игры      | Голы      | Игры  | Голы  | Игры      | Голы      |
| --------- | --------------- | ------------------------- | --------- | --------- | ----- | ----- | --------- | --------- |
| 2013/2014 | Амкар           | Премьер-лига (1)          | 3         | 0         | —     | —     | —         | —         |
| 2014/2015 | Амкар           | Премьер-лига (1)          | 2         | 0         | —     | —     | —         | —         |
| 2015/2016 | Амкар           | Премьер-лига (1)          | 3         | 0         | —     | —     | —         | —         |
| 2016/2017 | Академия УТМ    | Национальный дивизион (1) | 5         | 1         | —     | —     | —         | —         |
| 2016/2017 | Зенит-Ижевск    | ПФЛ (3)                   | 6         | 0         | —     | —     | —         | —         |
| 2017/2018 | Сокол           | ПФЛ (3)                   | 15        | 3         | 4     | 2     | —         | —         |
| 2017/2018 | Арарат          | ПФЛ (3)                   | 7         | 2         | —     | —     | —         | —         |
| 2018      | Днепр (Могилёв) | Высшая лига (1)           | 1         | 0         | —     | —     | —         | —         |